# Daniel Karrenberg

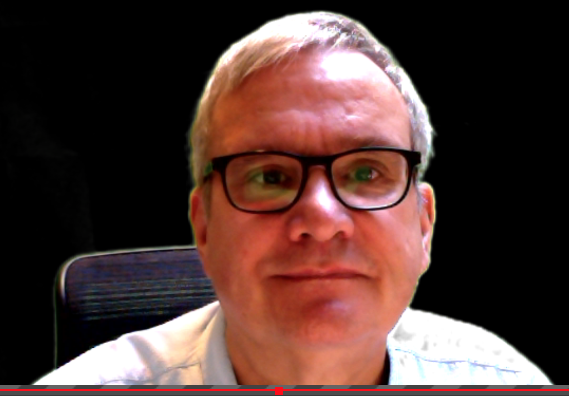
Daniel Karrenberg (2021)

Daniel Karrenberg (* 1959 in Düsseldorf) ist ein deutscher Informatiker und Internet-Pionier, der in den Niederlanden lebt.

## Leben
Von 1981 bis 1987 war Daniel Karrenberg wissenschaftlicher Assistent und Netzwerk-Administrator an der TU Dortmund. 1982 war er am Aufbau des EUnet, des ersten europäischen Internetdienstanbieters, beteiligt.
Von 1987 bis 1992 arbeitete Karrenberg am Centrum Wiskunde & Informatica (CWI) in Amsterdam, wo er den zentralen europäischen Backbone mit Anschluss an das US-amerikanische NSFNET mit aufbaute.
1989 war Karrenberg einer der Gründer von RIPE, der Plattform für die Zusammenarbeit europäischer Internetanbieter. 1992 war er maßgeblich beteiligt an der Gründung des weltweit ersten Regional Internet Registry, des RIPE NCC, zuständig für Europa, den Nahen Osten und Teile Afrikas und Zentralasiens, das er bis 1999 leitete.
Ab 2000 war Karrenberg als Chief Scientist des RIPE NCC an zahlreichen Projekten führend beteiligt, darunter RIPE Routing Information Service (RIS), RIPE Test Traffic Measurements (TTM), DNS Monitoring Service (DNSMON) und Name Server Daemon (NSD).
Von 2005 bis 2011 war Karrenberg Mitglied im „Board of Trustees“ (Vorstand) der Internet Society, dessen Vorsitzender er drei Jahre lang war.

## Ehrungen
2001 erhielt Karrenberg den Jonathan B. Postel Service Award. 2012 wurde er in der Kategorie „Global Connectors“ in die Internet Hall of Fame aufgenommen.